# (5433) Kairen
(5433) Kairen est un astéroïde de la ceinture principale.

## Description
(5433) Kairen est un astéroïde de la ceinture principale. Il fut découvert le 10 novembre 1988 à Chiyoda par Takuo Kojima. Il présente une orbite caractérisée par un demi-grand axe de 2,54 UA, une excentricité de 0,22 et une inclinaison de 7,8° par rapport à l'écliptique.

## Nom
L'astéroïde est nommé Kairen d'après le bateau de la navigatrice Kyoko Imakiire, tandis que (5432) Imakiire est nommé d'après la navigatrice.

## Compléments